# Анафіелас
Анафіелас — гора вічності за релігійними переказами язичницької Литви.
У своїй історії Литви (пол. «Dzieje staroźytne narodu Litewskiego», том, I) Теодор Нарбут наводить таку легенду зі Жмуді:

«Є дуже висока неприступна гора, на яку повинні входити душі померлих і яка називається Анафіелас. Щоб туди піднятися, необхідно мати душі довгі та гострі нігті, кігті тварин, зброю, коней, слуг, які б допомагали в цьому. Чим багатша людина, тим важче йому видертися нагору, оскільки його багатства тягнуть його до землі; навпаки, бідняк легко піднімається, якщо лише не ображав богів. У випадку, якщо життя було грішним, багач падає вниз, де живе дракон Візунас, бідняка ж понесе з собою вітер. На верхівці гори померлі піддаються суду і отримують нагороду».

Слово «анафіелас» вжив польський письменник Юзеф Ігнацій Крашевський як заголовок однієї зі своїх поем, предметом якої обрана картина «Літописна Литва».
Схожа на литовську, скляна гора часто є в казках слов'ян, з тією лише різницею, що на її вершині є спляча красуня та піднімаються на гору не душі померлих, а «добрі молодці».